# Ционистичка федерација Немачке
Ционистичка федерација Немачке такође позната као Ционистичко удружење за Немачку, била је ционистичка организација у Немачкој коју је 1897. године у Келну основао Макс Боденхајмер, заједно са Давидом Волфсоном и Фабијусом Шахом.  До 1914. године организација је привукла око 10.000 чланова и била је убедљиво највећа ционистичка организација у Немачкој. Група је подржала Хаварски споразум из 1933. године између нацистичке Немачке и немачких ционистичких Јевреја, који је био осмишљен да подстакне немачке Јевреје да емигрирају у Палестину. Такође су се противили антинацистичком бојкоту из 1933. године, страхујући да би то могло да пооштри постојећи Нацистички бојкот јеврејских предузећа.

## Председници
- Макс Боденхајмер (1894–1910)
- Артур Хантке (1910–1920)
- Фелик Росенблух (1920–1923)
- Алфред Ландсберг (1923–1924)
- Курт Блуменфелд (1924–1933)
- Зигфрид Мозес (1933–1937)
- Ханс Фридентал, од 1936.

## Спомен-плоче
Између осталог, у келнској улици Рихмодисштрасе, споредној улици келнски Нојмаркт, спомен-плоча обележава оснивање „Ционистичког удружења за Немачку“ у Келну.